# Entre sombras
Entre sombras es una serie de televisión colombiana de drama, drama policíaco, investigación criminal y suspenso producida para Caracol Televisión. La serie está basada en conocidos casos reportados por el programa de investigación criminal El rastro. Está protagonizada por Flora Martínez, Rodrigo Candamil y Margarita Muñoz, junto a un extenso reparto coral.
La serie se estrenó el 19 de septiembre de 2022 por Caracol Televisión, y finalizó el 16 de diciembre de 2022. Posteriormente, también está disponible en video bajo demanda en modalidad day and date a través de Vix+.

## Sinopsis
Entre sombras es la historia de Julia y Magdalena, miembros de un grupo élite, que busca resolver, en tiempo récord, los más enigmáticos crímenes. Ambas tienen vidas muy distintas. Julia vive feliz con su marido y su hijo, y Magdalena busca a su padrastro, que abusó de ella cuando era niña.  La vida personal de Julia da un revolcón cuando regresa Iván, un reconocido criminalista que fue el amor de su vida años atrás y que la abandonó por un motivo desconocido. Magdalena se interesará en él y dará vida a un tensiónate triángulo amoroso, el   cual se llevará a cabo a medida que como equipo deberán buscar a los responsables de los crímenes más indescifrables de sus carreras.

## Reparto
- Flora Martínez como Julia Beltrán
- Margarita Muñoz como Magdalena Arbeláez
- Rodrigo Candamil como Iván Guerrero
- Patrick Delmas como Gerard Chabrol
- Brian Moreno como Teófilo Mora
- Juan Pablo Franco
- Cony Camelo como Sandra Pinzón
- Gustavo Angarita Jr. como Raúl Castañeda
- Leonardo Acosta como Luis Velandia
- Ian Valencia como Rodrigo Arbélaez
- Juan Diego Marín como Efraín Rojas
- Mario Ruiz
- Juan David Galindo
- Vivian Ossa como Serrano
- Julián Díaz
- Roger Moreno
- Blesson Almarales